# Спорт в Приднестровской Молдавской Республике
Спорт в Приднестровской Молдавской Республике — один из наиболее востребованных приднестровцами видов деятельности. Спортсмены Приднестровья на международных турнирах обычно выступают под флагом Молдавии или России и участвуют в соревнованиях по велосипедному и конному спорту, плаванию, академической гребле и гребле на байдарках и каноэ, боксу, лёгкой, тяжёлой атлетике и силовому троеборью, стрельбе из лука, бейсболу, баскетболу, волейболу, регби, дзюдо, кикбоксингу, гандболу и футболу. Команды в игровых видах спорта из-за международной непризнанности национальных федераций выступают в молдавском и украинском чемпионатах, исключение составляет Федерация футзала Приднестровья, которая была принята в Европейский союз футзала.

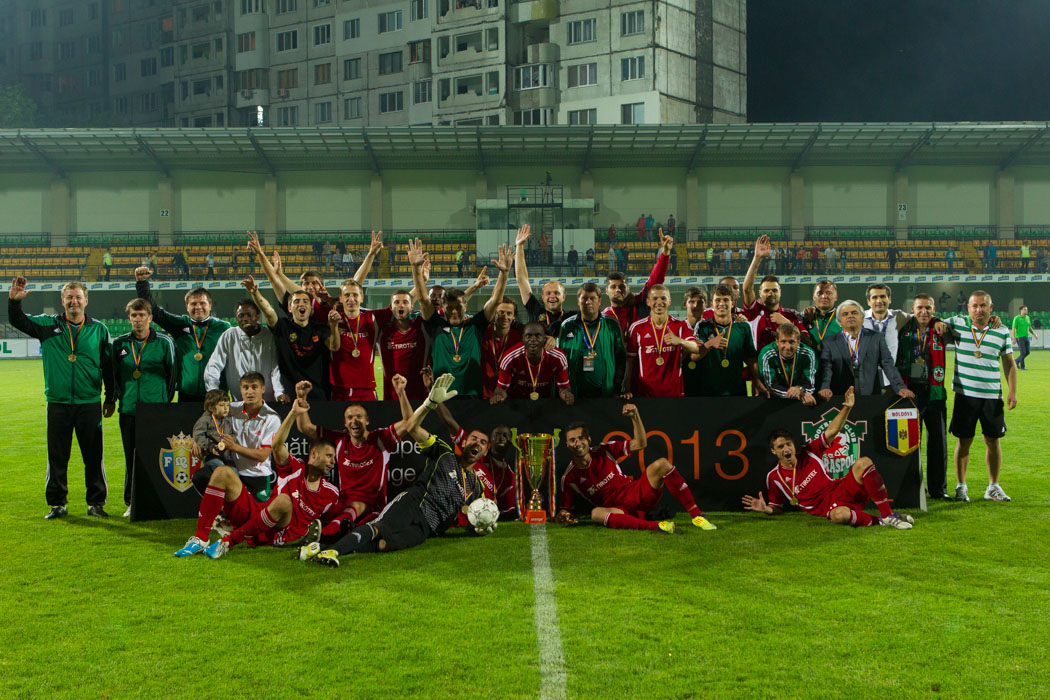
«Тирасполь» — обладатель Кубка Молдавии по футболу 2013

## Футбол

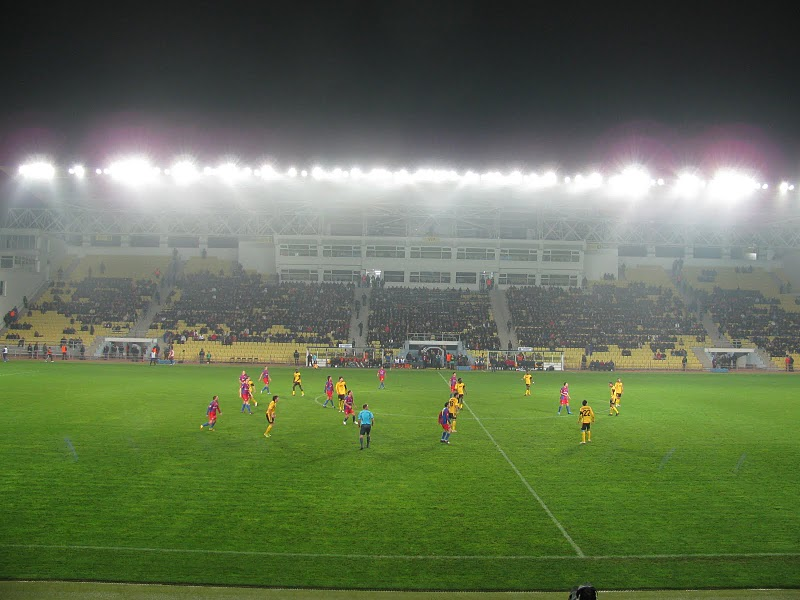
Матч Лиги Европы 2009/2010 в Тирасполе

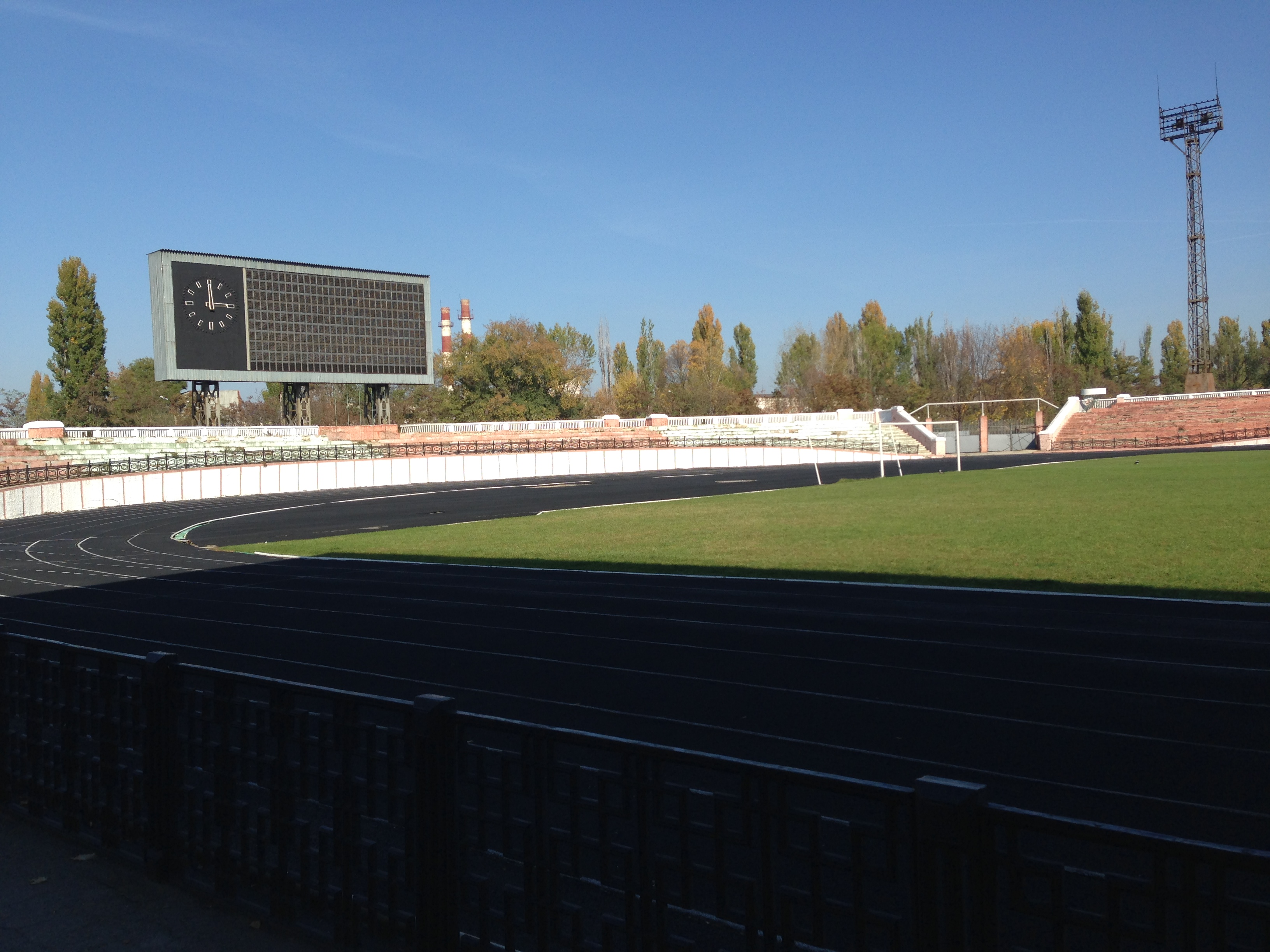
Городской стадион в Тирасполе

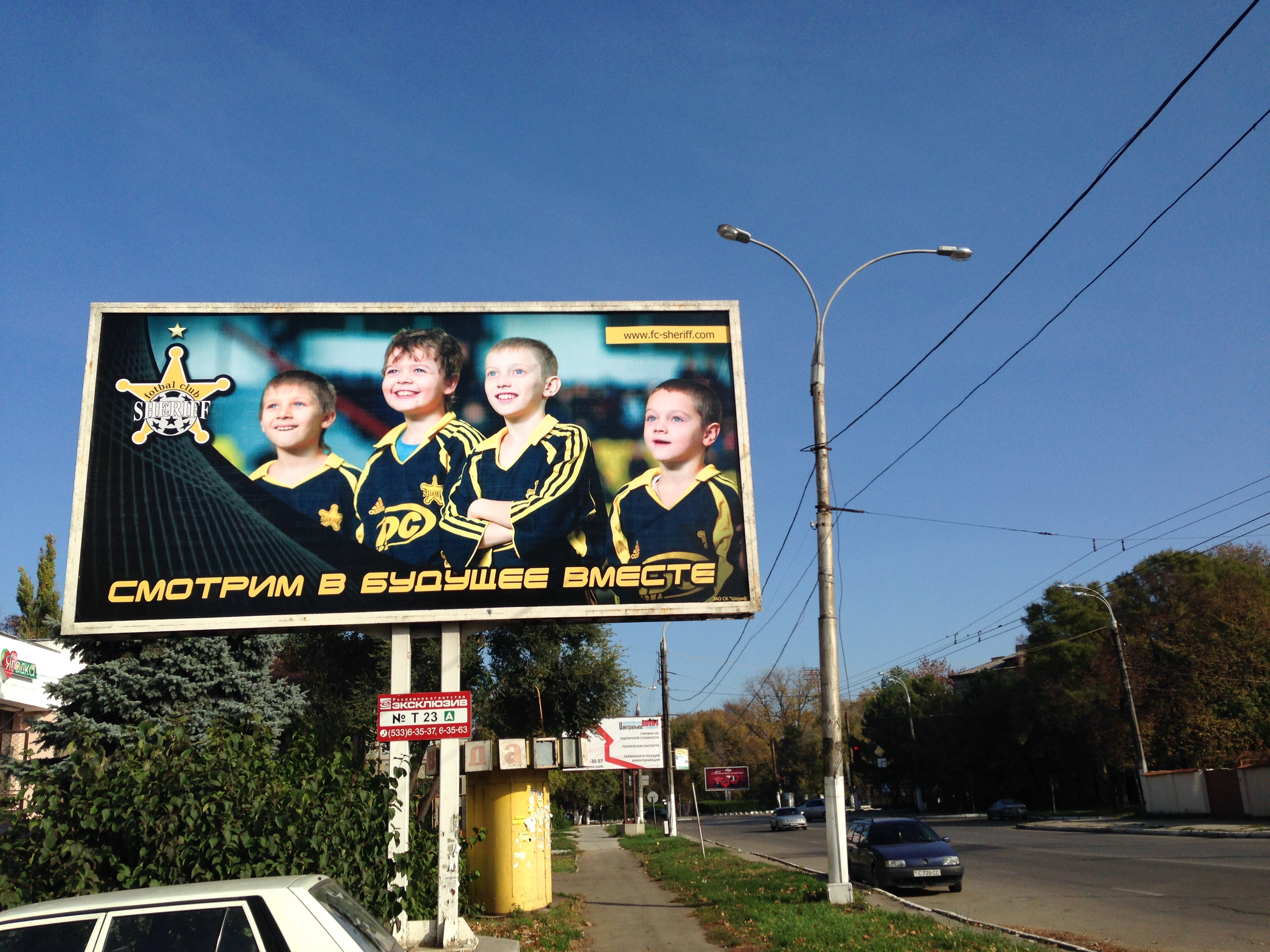
Реклама Академии футбола «Шериф» в Тирасполе

### Профессиональные клубы
В настоящее время в футбольной лиге Молдавии выступает 6 приднестровских клубов: 2 — в Национальном дивизионе (тираспольские «Шериф» и «Динамо-Авто»; 2 — в Дивизионе «А» («Тигина» (Бендеры) и «Искра» (Рыбница)); 2 — в Дивизионе «Б» («Круиз» (Каменка) и ФК «Суклея»). В 2015 году прекратил своё существование ФК «Тирасполь», который выступал в Высшей лиге Молдовы. В Тирасполе базировался старейший футбольный клуб Молдавии — «Тилигул», который был основан в 1938 году и прекратил своё существование из-за финансовых проблем в 2009 году.
Тираспольский «Шериф» является 19-кратным чемпионом Молдавии, 10-кратным обладателем Кубка Молдавии, 7-кратным обладателем Суперкубка Молдавии, а также двукратным обладателем Кубка чемпионов Содружества. ФК «Тирасполь» трижды выигрывал Кубок страны. «Искра-Сталь» является обладателем Кубка Молдавии 2011 года, бронзовым призёром чемпионата Молдавии 2009 года и обладателем серебряных медалей первенства страны в 2010 году. «Тилигул» являлся двукратным финалистом и 3-кратным обладателем Кубка Молдавии, 6-кратным вице-чемпионом страны и 3-кратным обладателем бронзовых медалей Национального дивизиона.
Полный список приднестровских клубов, о которых есть статьи в Википедии, см. тут.

### Любительский футбол
Федерация футбола Приднестровья основана в октябре 1990 года, первым председателем федерации был Валентин Войченко. Первый турнир, проведённый федерацией — Зимний Кубок республики, посвященный памяти ветерана тираспольского футбола Александра Токарева. Под эгидой этой организации проводятся чемпионат и Кубок республики, первенство Приднестровья среди детских и юношеских команд, а также другие любительские соревнования.
В октябре 2015 года была реорганизована федерация футбола Приднестровья. 21 октября в актовом зале ПГУ состоялась выборная конференция по федерации футбола страны. Единогласным решением президентом футбольной федерации был избран Дмитрий Маргаринт, являющийся президентом тираспольского футбольного клуба «Динамо-Авто». Федерация будет заниматься вопросами развития футбола в стране, сотрудничая с футбольными союзами России, Молдавии и Украины, планируется собрать сборную Приднестровья по футболу и организовать её участие на чемпионате мира в Абхазии среди непризнанных республик в 2016 году.
Чемпионат Приднестровья по футболу проводится с 1991 года. Первым чемпионом страны стал клуб «Пластик» из Тирасполя. В сезоне-1992/93 первыми стали футболисты дубоссарского «Энергетика», которые в золотом матче переиграли тираспольский «Тиротекс» со счётом 2:0. В следующем году клуб из Дубоссар снова стал чемпионом Приднестровья. В сезоне-1994/95 Высшую Лигу Приднестровья выиграла команда «МиФ» из села Малаешты. Сезон-1995/96 вновь сумел выиграть «Энергетик».
С сентября 2008 года по май 2009 года прошёл 15-й чемпионат Приднестровья по футболу, в котором первое место заняла команда «Динамо ГАИ».

### Юношеский футбол
16 августа 2003 года была основана Академия футбола «Шериф», она располагается на территории спортивного комплекса «Шериф». В настоящее время в ней учатся 400 детей в возрасте от 7 до 17 лет. Академия делится на два подразделения: юношеская (8-12 лет) и профессиональная (13-18 лет). Академия футбола проводит ряд международных юношеских турниров на спорткомплексе «Шериф»: «Весенний Тирасполь», «Летний Кубок Шериф», «Приднестровская осень», «Кубок Шериф». В этих соревнованиях принимают участие команды школ ближнего зарубежья. Команда «Шериф-2» в основном состоит из выпускников Академии футбола.

## Баскетбол
В Приднестровье базируется 12-кратный чемпион Молдавии по баскетболу — команда «Тигина» Бендеры. По завершении сезона 2003/04 клуб неожиданно прекратил свои выступления как в чемпионате Молдавии, так и в высшей лиге Украины. В 2016 году команда возродилась С 1995 по 2011 года в Бендерах существовал ещё один БК — «Фаербол». В настоящее время в Национальном дивизионе Молдавии участвует два приднестровских баскетбольных клуба — «Рыбница УТМ» и бендерская Тигина.

## Гандбол
В чемпионате Молдавии по гандболу среди мужских команд участвуют приднестровские команды «ПГУ-СДЮШОР-1» (Тирасполь) и «Динамо-ДЮСШ-4» (Чобручи). Тираспольский клуб является обладателем Кубка Молдавии по гандболу 2012 года.

## Волейбол
Тираспольский волейбольный клуб «Динамо» является чемпионом Молдавии сезона 2013/14, бронзовые медали первенства достались другому клубу из Тирасполя — «Автомобилисту».

## Бейсбол

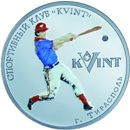
Монета «Спортивный клуб „KVINT“»

В 1995 году был основан спортивный клуб «KVINT», с 1996 по 2003 год бейсбольная команда «KVINT» становилась чемпионом Молдавии. В 1996, 1997 и 2003 году команда стала серебряным призёром, а в 1998 и 1999 годах бронзовым призёром на открытом чемпионате Украины. С 1996 по 2002 год клуб занимал первые и вторые места на европейских кубках.

## Футзал
В 2013 году Федерация футзала (AMF) Приднестровья была принята в состав Европейского союза футзала (AMF) и получила право выступать под приднестровским флагом. В Национальном дивизионе Молдавии по футзалу (AMF) выступает тираспольский клуб «Сокол-ПГУ».

## Пауэрлифтинг

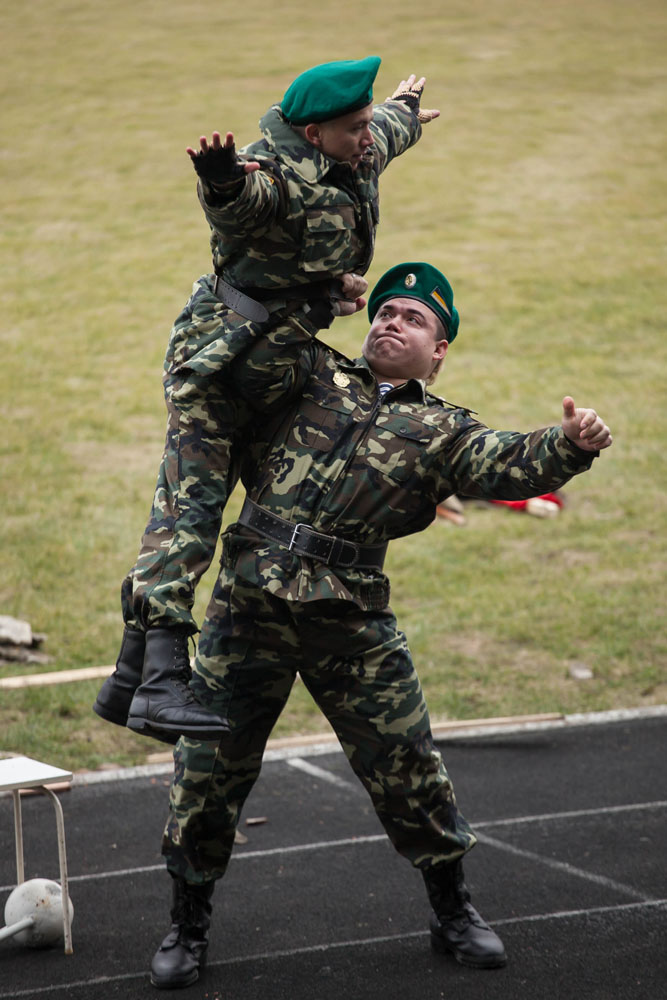
Николай Иов (справа) на военно-спортивном празднике в Тирасполе

В марте 2013 года приднестровский спортсмен Николай Иов завоевал в США титул двукратного чемпиона международного первенства International Open NAPR/RPS — 2013, прошедшем на арене XXV — го юбилейного спортивного межконтинентального фестиваля «Arnold Classic Sports Festival — 2013» Колумбус, штат Огайо, среди юниоров. Николай является мастером спорта международного класса (ПМР), действующим 5-кратным чемпионом мира, 8-кратным чемпионом Европы, 4-кратным чемпионом Евразии, 4-кратным чемпионом Соединённых Штатов Америки и неоднократным обладателем рекордов мира и Европы. В июне 2013 года на проходящем чемпионате Европы по пауэрлифтингу World Powerlifting Congress (WPC) в португальском городе Вила-ду-Конди по сумме трёх квалификационных упражнений Николай и в отдельной дисциплине силового троеборья (сингл) жим штанги Иов завоевал две золотые медали, тем самым став восьмикратным чемпионом Европы (юниор) в безэкипировочном, любительском дивизионе (RAW).
30 марта 2013 года в Кишинёве состоялся первый открытый чемпионат по пауэрлифтингу и жиму лежа по версии WPA, на котором приднестровская команда завоевала 7 золотых, 3 серебряных и 1 бронзовую медаль.

## Лёгкая атлетика
В Тирасполе проводится чемпионат Приднестровской Молдавской Республики по лёгкой атлетике среди взрослых и юниоров до 19 лет. Это соревнование позволяет отобрать лучших спортсменов на участие в чемпионате Молдавии, по его итогам формируются взрослая и юниорская сборные, которые принимают участие в международных соревнованиях.

## Боевые искусства

### Греко-римская борьба
Одним из первых мастеров спорта по борьбе в Тирасполе был заслуженный тренер МССР Эдуард Губа, в 60-70-е годы, когда он работал тренером, в городе был расцвет греко-римской борьбы. Губа подготовил много мастеров спорта, его воспитанники были призёрами чемпионатов Советского Союза. Ученики знаменитого тренера продолжают его дело — работают в столичной школе борьбы и бокса. 2 марта 2013 года в Тирасполе прошёл международный юношеский турнир по греко-римской борьбе памяти Эдуарда Губы, за награды боролись борцы из Приднестровья, Молдавии, Украины и России в 3-х возрастных группах: молодёжь, кадеты и юноши. Приднестровские спортсмены завоевали 4 высшие награды.

### Бокс
В Тирасполе проводится чемпионат Приднестровской Молдавской Республики по боксу, в трёх возрастных категориях: старшие юноши (15-16 лет), молодёжь (17-18 лет), взрослые (18-34 года).

### Дзюдо
В 2012 году в Тирасполе был проведён первый международный турнир по дзюдо на Кубок Президента, турнир проводился в одиннадцати весовых категориях.

### Кикбоксинг
В 2010 году была открыта и официально зарегистрирована РОО «Национальная федерация кикбоксинга и муай тай Приднестровья». В ноябре 2012 года в Тирасполе под эгидой Президента ПМР прошёл Международный турнир по К-1.

### Карате
В Тирасполе проводится Открытый Чемпионат Приднестровья по карате WKF. С 2013 года соревнования проходят в зале с паркетным покрытием на крытом стадионе спортивного комплекса «Шериф». В мае 2015 года состоялся уже 9 чемпионат ПМР, соревнования были организованы республиканской федерацией традиционного, спортивного и прикладного карате ПМР и приурочены к 25-й годовщине образования Приднестровской Молдавской Республики и 70-й годовщине Победы советского народа в Великой Отечественной войне.

## Парусный спорт
В 2011 году был возобновлен парусный спорт и открыт яхт-клуб ЗАО «Молдавская ГРЭС» на берегу Кучурганского лимана в городе Днестровск. Сейчас в арсенале клуба имеется восемь парусных судов класса «Луч» и «Финн», шесть виндсерфингов, а также крейсерская яхта.

## Достижения
По состоянию на 2005 год спортсменами страны завоевано 152 награды различного достоинства, в чемпионатах мира и Европы, кубках мира и Европы добыто 32 золотые, 26 серебряных и 30 бронзовых медалей. В других международных турнирах различного ранга: 25 золотых, 20 серебряных и 17 бронзовых наград. В составе олимпийской команды Молдавии на счету приднестровцев 2 бронзовые медали Олимпийских игр и одна бронзовая Параолимпийских.
Звание сильнейших на чемпионатах мира и Европы завоевывали борцы Анна Репида и Людмила Кристя, Алексей Курлат, шашистка Юлия Борисова.

## Спортивные сооружения
Со времён СССР в Приднестровье остался ряд спортивных объектов: 12 стадионов, 7 плавательных бассейнов, 2 тысячи спортивных залов, более 400 спортивных площадок. Работает 30 детско-юношеских спортивных школ, 15 из которых специализированные, в которых готовят спортсменов более чем по двум десяткам дисциплин: футболу, баскетболу, волейболу, боксу, борьбе, настольному теннису, шахматам и шашкам, академической гребле, велоспорту, стрельбе, легкой атлетике, плаванию. Подготовкой спортсменов высокой квалификации занимается республиканский центр олимпийской подготовки.
- Крупнейшим спортивным сооружением Приднестровья является спортивный комплекс «Шериф» площадью в 65 га в Тирасполе. В его состав входят: главная арена, малая арена (малый стадион), крытая арена (крытый стадион) с жилым комплексом для футболистов клуба «Шериф», гостиничный комплекс, детская Академия футбола, реабилитационный центр, спортзал, плавательный бассейн с вышкой[40], восемь тренировочных полей (четыре с натуральным покрытием, три с искусственным покрытием и одно смешанное), теннисный клуб.
- Ледовый комплекс «Снежинка» в городе Тирасполь. Позволяет развивать в Приднестровье такие виды спорта, как хоккей и фигурное катание[41].
- Городской стадион города Тирасполь — многофункциональный стадион, вмещающий 3525 человек[42], на котором проводятся многие республиканские спортивные соревнования.
- Стадион «Динамо» — многофункциональный стадион в Бендерах, вмещающий 5061 человек,[42] является домашним стадионом футбольного клуба «Тигина».
- Стадион «Орашенец» (Городской) — многофункциональный стадион в Рыбнице, вмещающий 4500 человек, на данный момент используется в основном для проведения футбольных матчей клуба «Искра-Сталь»[43].
- Спортивный комплекс «Динамо-Авто» — многофункциональный стадион в селе Терновка, который вмещает 1300 зрителей, оснащен ложами для прессы и ВИП-гостей, а также вышкой для операторов[44][45].

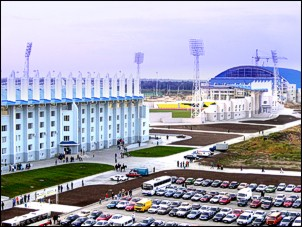
Спортивный комплекс «Шериф»
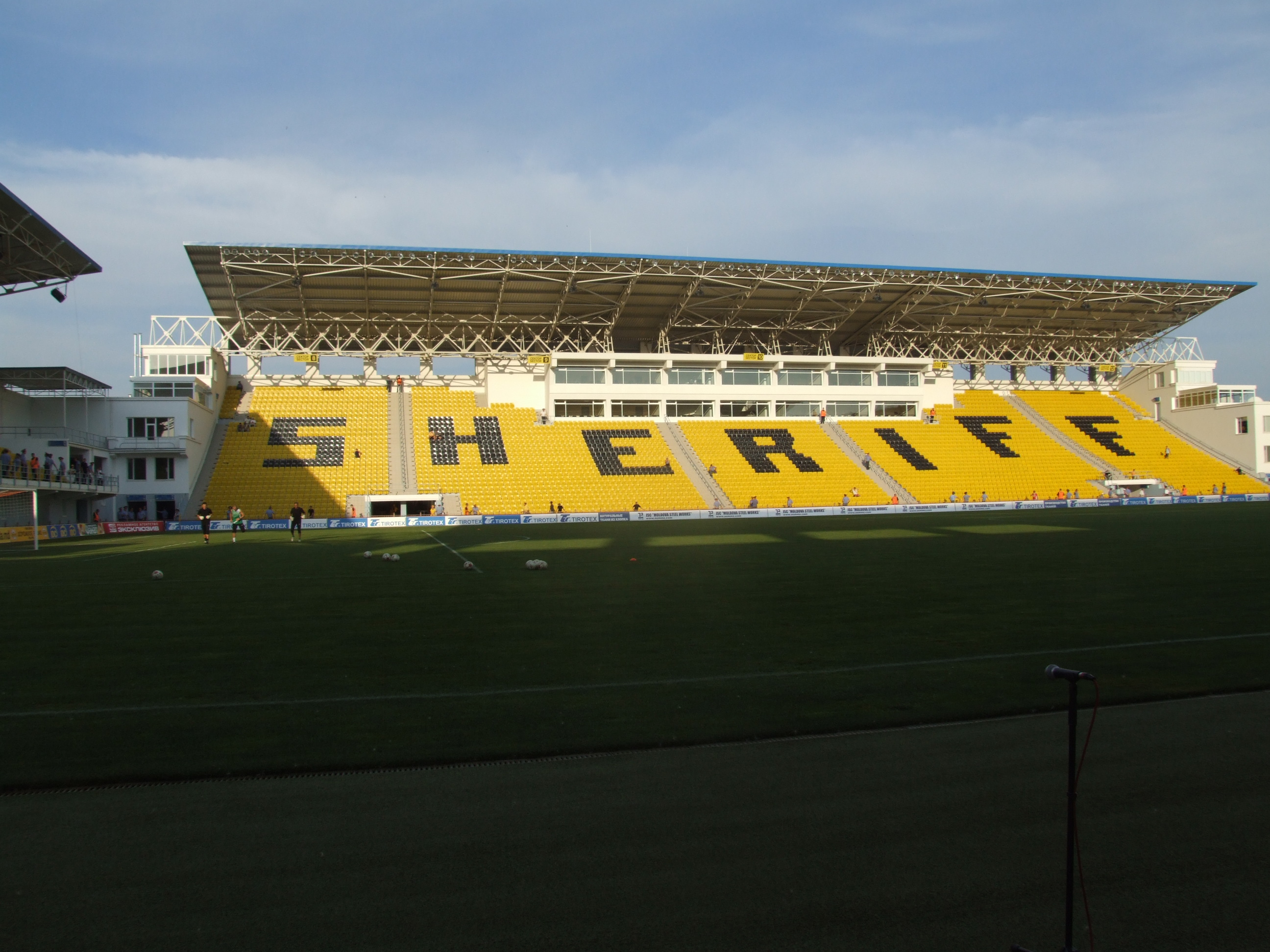
Главная арена спортивного комплекса «Шериф»

## В нумизматике

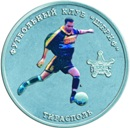
Монета из серии «Спорт Приднестровья»

Приднестровским Республиканским Банком введено в обращение две памятные монеты из серии «Спорт Приднестровья» (Футбольный клуб «Шериф» и спортивный клуб «KVINT»).